# アド・エキティ
アド・エキティ (ヨルバ語:Ado Ekiti) はナイジェリア南西部のエキティ州の州都。
2012年の人口は42万4340人。
ヨルバ人のエキティ族が多い。

## 人口と民族構成
この都市には主にヨルバとエドの人々が暮らす。エド・エキティないしアド・エキティと呼ばれるように、しばしば民族グループとしてヨルバに含めることがあり、それもこの数世紀にわたり文化変容が浸透したことを示す。
| 年     | 日付     | 人口（単位：人） |
| ------ | -------- | ---------------- |
| 1991年 | 11月26日 | 15万6122         |
| 2006年 | 03月21日 | 31万3690         |
| 2011年 | 03月21日 | 36万6280         |
| 2012年 |          | 42万4340         |
| 2016年 | 03月21日 | 42万7700（推計） |

## 教育機関
この都市にある高等教育機関には、州立の総合大学としてエキティ州立大学（英語）（旧称 University of Ado Ekiti）、同じく市内にある私立のアフェ・ババロラ大学（英語）、専門課程の連邦工科大学アド・エキティ校（英語）、連邦大学オイェ校舎 （英語）（略称FUOYE）に加えて、私立のクラウン工科専門大学（アド・エキティ市オド）がある。

## 報道機関と経済
地元のテレビとラジオの放送はアド・エキティにあるナイジェリア国営放送（Nigeria Television Authority）、エキティ州テレビ (BSES)、ラジオエティキ、FM放送のプログレスFM（英語）がある。現在では私設のラジオ局が盛んに設立され、アデイェイェ議員の経営するボイスFM、ポップス歌手インカ・アイェフェレが仕切るフレッシュFMに加えて州知事の現職と前職がそれぞれ所有する合計2局も放送中である。
この都市の経済界はさまざまな民間企業で構成され、また農産物の交易拠点としてヤム芋、キャッサバ、穀類、タバコの生産地でもある。また織物業に向けて綿花栽培も根づく。

## 政治指導者
統治者を「エウィ」と呼び、現職の市長ルーファス・アラデサンミ3世（英語版）は1990年に前職のサミュエル・アディエミ・ジョージ・アデラブから政権を引き継いだ。